# Абрамович, Геннадий Брониславович
Геннадий Брониславович Абрамович (25 мая 1928, Бобруйск — 17 августа 2012, Минск) — советский футболист, защитник, футбольный судья. Советский и белорусский тренер. Мастер спорта СССР (1955), заслуженный тренер Белоруссии.

## Биография
Воспитанник юношеской команды «Спартак» Бобруйск.
В 1946 году был в составе ОДОКА Минск. В 1947—1948 годах играл в чемпионате Белорусской ССР за «Спартак» Бобруйск. В 1949—1959 годах выступал за «Динамо» / «Спартак» Минск, в чемпионате СССР в 1949—1950, 1952, 1954—1955, 1957 годах провёл 75 матчей, забил 5 голов, был капитаном.
Бронзовый призёр чемпионата 1954 года.
Капитан сборной Белорусской ССР на Спартакиаде народов СССР 1956 года.
В 1968—1976 годах работал футбольным судьёй в чемпионате Белорусской ССР.
Работал тренером резерва в минском «Динамо», государственным тренером сборных команд СССР по Белоруссии при Госкомспорте БССР. Входил в тренерский штаб молодёжной сборной СССР в 1979 году. Под руководством Абрамовича сборные команды БССР были призёрами Кубков ЦК ВЛКСМ «Надежда», «Юность», турнира «Переправа», международных турниров.
Тренер команд «Атака-407» Минск,[уточнить] «Ведрич» Речица, «Торпедо» Минск,[уточнить] «Белшина» Бобруйск,[уточнить] «Орбита» Минск[уточнить].
Работал в минских мини-футбольных клубах «Стройзаказ» и «Дорожник».